# Górzno (Mazovie)
Pour les articles homonymes, voir Górzno (homonymie).
Górzno (prononciation : [ˈɡuʐnɔ]) est un village polonais de la gmina de Górzno dans le powiat de Garwolin de la voïvodie de Mazovie dans le centre-est de la Pologne.
Il est le siège administratif de la gmina appelée gmina de Górzno.
Il se situe à environ 9 kilomètres au sud-est de Garwolin (siège du powiat) et à 64 kilomètres au sud-est de Varsovie (capitale de la Pologne).

## Histoire
De 1975 à 1998, le village appartenait administrativement à la voïvodie de Siedlce.